# Cenacolo de Santa Croce
Le Cenacolo de Santa Croce  désigne la fresque de L'Arbre de la Croix et La Cène  de Taddeo Gaddi qui couvre le fond de la salle du grand réfectoire de l'ancien  couvent  Santa Croce des moines franciscains de Florence, devenu Musée de l'Œuvre de Santa Croce.

## Description
La  Cène au sens iconographique, le dernier repas pris par Jésus avec ses apôtres, compose la partie basse de la fresque du grand mur pignon du réfectoire (cénacle)  qui comporte dans sa partie haute l'Arbre de la Croix  suivant les descriptions de l'Arbre de la Vie (Lignum Vitae) de Bonaventure de Bagnoregio et sur les côtés des épisodes de la théologie franciscaine, du monachisme et de la vie du Christ : 
- Saint Benoît de Nursie au désert
- Jésus au repas du Pharisien
- Saint  François en extase,  recevant les stigmates
- Vie de saint Louis de Toulouse

La Cène se présente en un long panneau horizontal comportant une table dressée, les apôtres de face entourant le Christ placé au centre, Jean le côtoyant de près, seul un apôtre nous tourne le dos, Judas. On n'y distingue aucun autre argument descriptif, symbolique ou allégorique.

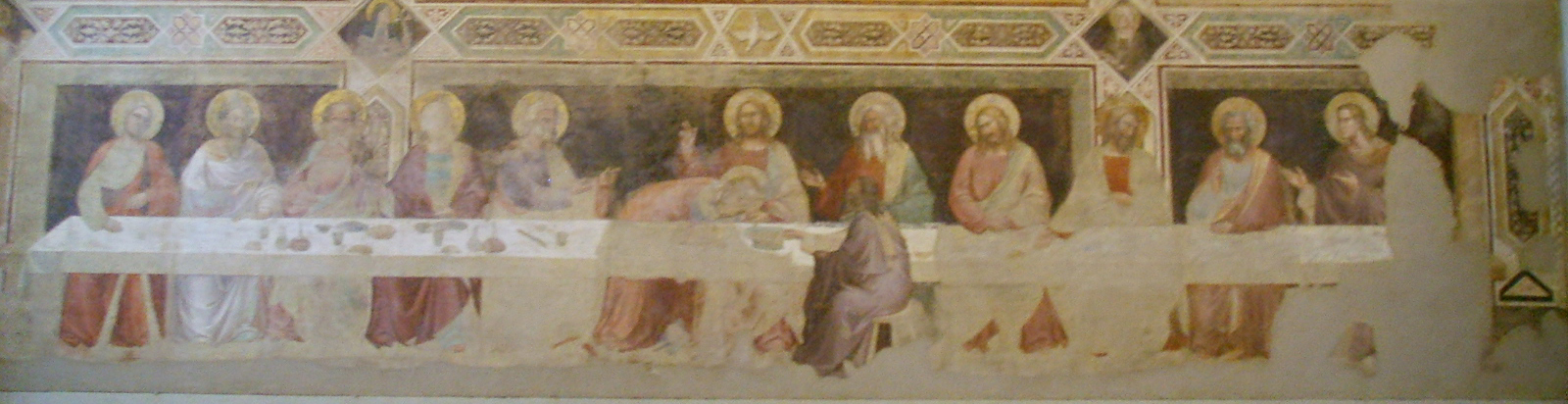
La Cène.

## Analyse

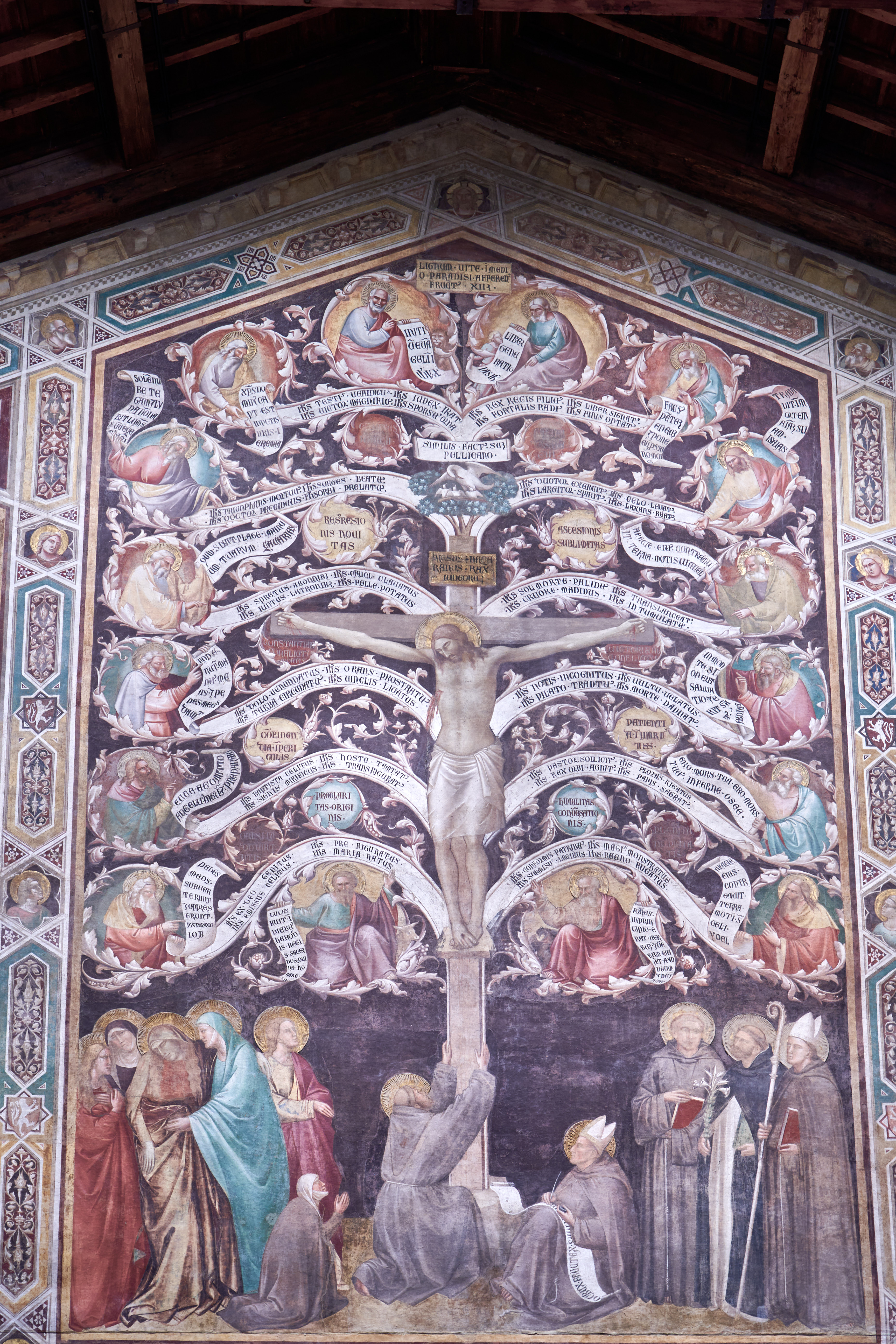
L'arbre de la Croix.

La fresque entière se comporte comme un immense polyptyque dont L'Arbre de la Croix est le panneau principal de 112 × 1 170 cm,  la Cène comme prédelle, les panneaux latéraux racontant des épisodes de la vie des saints.
Cette Cène préfigure tous les autres Cenacoli de Florence à venir.